# Кларкс (обувки)
C. & J. Clark International Ltd, наричана „Кларкс“ е британска компания за обувки. Основана през 1825 г. от братята Сайръс и Джеймс Кларк в малкото провинциално градче Стрийт, Сомърсет, Англия – където е централата на фирмата и днес. Компанията разполага с над 1000 собствени магазини и франчайзи по света, както позволява и на трети страни да дистрибутират нейните продукти.